# Liberty Mutual Group
A Liberty Mutual Group é uma empresa americana do ramo de seguros.
No dia 10 de outubro de 2007, a Liberty anunciou uma oferta de aquisição da empresa brasileira Indiana Seguros.